# No (песма Меган Трејнор)
No (стилизовано: NO) песма је коју је снимила америчка кантауторка Меган Трејнор за свој други студијски албум значајне издавачке куће, Thank You (2016). Написали су је Трејнор, Џејкоб Кашер Хајндлин и Рики Рид (Ерик Фредрик), који је био и продуцент. Песма је објављена 4. марта 2016, као водећи сингл са албума. Потпомогнута инструменталом гитара, ова денс-поп и РнБ песма вуче неке утицаје ду-вопа. Текст говори о мушкарцима који не могу прихватити одбијање жена.